# Ключ 194
| 鬼                     | 鬼       | 鬼       |
| ---------------------- | -------- | -------- |
| 193                    | 194      | 195      |
| Піньінь:               | guǐ      | guǐ      |
| Чжуїнь:                |          |          |
| Вейд-Джайлз:           |          |          |
| Ютпхін:                |          |          |
| Он:                    | おに oni | おに oni |
| Кун:                   |          |          |
| Кандзі:                |          |          |
| Хун:                   | 귀신     | 귀신     |
| Им:                    |          |          |
| Індекс у Вікісловнику: | 鬼       | 鬼       |

Ключ 194 (鬼 в юнікоді U+9B3C) - один з восьми (з загальної кількості 214) ієрогліфічних ключів, які складаються з 10 рисок.

## Ієрогліфи
| кількість рисок | ієрогліфи         |
| --------------- | ----------------- |
| без додаткових  | 鬼                |
| 3 додатковий    | 鬽                |
| 4 додаткових    | 鬾 鬿 魀 魁 魂    |
| 5 додаткових    | 魃 魄 魅 魆       |
| 6 додаткових    | 魇                |
| 7 додаткових    | 魈 魉             |
| 8 додаткових    | 魊 魋 魌 魍 魎 魏 |
| 10 додаткових   | 魐                |
| 11 додаткових   | 魑 魒 魓 魔       |
| 12 додаткових   | 魕 魖             |
| 14 додаткових   | 魗 魘 魙          |